# فریده خلعتبری
فریده خلعتبری متولد ۱۳۲۶ در تهران، نویسنده و مدیر نشر شباویز می‌باشد که تاکنون داوری چندین سمینار و جشنوارهٔ ادبی جهانی را بر عهده داشته‌است. وی که برای سال‌های طولانی در نمایشگاه‌های خارجی حضوری فعال داشته، در عین حال، از گروه‌های دولتی فعال در این زمینه بسیار گلایه‌مند است. بیش از ۵۰ کتاب از این نویسنده در ایران منتشر و بیشتر آنها به ۲۸ زبان دنیا ترجمه شده‌اند.

## افتخارات
برخی از کتابهای انتشارات شباویز جایزه‌های متعدد تصویرگری از شاخص‌ترین نمایشگاه‌های دنیا را از آن خود کرده و فریده خلعتبری هم داوری دو نمایشگاه بزرگ تصویرگری در تتریوی ایتالیا و بلگراد را عهده‌دار شده‌است. نشر شباویز همچنین به مدیریت ایشان، نمایندگی ملی «بنیاد هنر کتاب‌آرایی آلمان» از سال ۲۰۰۸ را عهده‌دار شده‌است.